# Mordella pauli pauli
Mordella pauli pauli es una subespecie de coleóptero de la familia Mordellidae.

## Distribución geográfica
Habita en Sudamérica.